# 10-Minuten-Abschrift
Durch die 10-Minuten-Abschrift lässt sich die Schreibfertigkeit (Schreibgeschwindigkeit und Schreibsicherheit) des Nutzers einer PC-Tastatur feststellen. Diese Methode stammt noch aus dem Maschinenschreibunterricht und hat sich seit Jahrzehnten bewährt.

## Durchführung und Auswertung
Die Durchführung der 10-Minuten-Abschrift ist simpel: Von einer Vorlage ist ein fortlaufender Text abzuschreiben. Der Dozent/Prüfer misst mit Hilfe einer Stoppuhr die Zeit. Nach exakt zehn Minuten muss der Schreiber den Text ausdrucken. Anschließend werden die erreichten Anschläge anhand der ausgezählten Textvorlage ermittelt und die Fehler gezählt. Mit Anschlag ist jeder Tastendruck gemeint; für jeden Großbuchstaben und die meisten Sonderzeichen sind also zwei Anschläge zu berechnen, da die Umschalttaste oder Alt Gr mit anzuschlagen sind.
Durch die Formel „(Fehler × 100) / Gesamtanschläge“ (kurz: Prozentualer Anteil der fehlerhaften Anschläge von allen Anschlägen) wird nun der Fehlerquotient und somit die erreichte Note errechnet.
Die Bewertungsschlüssel der prüfenden Stellen (IHK, HK, staatlicher Ausschuss, Stenografenbund) sind sehr unterschiedlich. Für Anfänger wird meist dieser Schlüssel zugrunde gelegt:
Fehlerquotient (% falsche Anschläge)
0,00 % – 0,125 % = sehr gut

0,126 % – 0,250 % = gut

0,251 % – 0,375 % = befriedigend

0,376 % – 0,500 % = ausreichend

0,501 % – 1,000 % = mangelhaft

über 1,000 % = ungenügend
Beispiel: 1560 Anschläge, 3 Fehler

(3 × 100) / 1560 = 0,192 %

Note: 2 (gut)
Die Schreibleistung eines durchschnittlich schnellen 10-Finger-Schreibers liegt zwischen 200 und 400 Anschlägen je Minute.
Bei nationalen Wettbewerben erreichen Spitzenschreiber Geschwindigkeiten von bis zu 750 Anschlägen pro Minute, bei internationalen auch bis zu 900 Anschläge (vgl. Tastschreiben). Bei Wettbewerben wird in der Disziplin „Texterfassung“ häufig noch zwischen „Schnellschreiben“ (meist über einen Zeitraum von 30 Minuten) und „Perfektion“ (10 Minuten) unterschieden. Beim Schnellschreiben wird Wert auf eine hohe Schreibgeschwindigkeit gelegt; in der Perfektion werden bei der Ermittlung der Nettopunktzahl für Fehler deutlich mehr Anschläge abgezogen. Somit ist eine niedrige Fehlerzahl wichtig.
In den meisten Prüfungsordnungen der IHK wurde die 10-Minuten-Abschrift von moderneren Prüfverfahren abgelöst. Im schreibtechnischen Unterricht der Berufsschulen und in Stenografenvereinen hat sie jedoch weiterhin ihren festen Platz.